# 国木田彩良
国木田 彩良（くにきだ さいら、1993年12月8日 - ）は日本の女性ファッションモデル。

## 生い立ち
1993年、イギリスのロンドンで生まれ、1歳の時にフランスのパリに移住。高校卒業後、パリのモード学校スタジオ・ベルソーでファッションデザインを学ぶ。その後、「自分のルーツである日本でモデルになりたい」と決意し、来日した。父親がイタリア人、母親が日本人の国木田吾子。明治時代の小説家・国木田独歩の玄孫で、国木田虎雄の曾孫、三田隆の孫にあたる。中島歩は親戚にあたる。

## 経歴
2014年にモデルデビュー。2015年1月1日、三越伊勢丹の企業メッセージ、“this is japan.”のメインビジュアルモデルに選ばれる。国木田彩良の高祖父にあたる、国木田独歩が初代編集長を務めた『婦人画報』で、日本でのモデル活動を本格的にスタート。その『婦人画報』2015年1月号より、ファッションの連載企画でモデルを務めている。
2015年12月号の『25ans』に同誌が理想とする女性像「NEWお嬢さん」の特集で、取り上げられる。同年、男性誌『GQ JAPAN』が2016年に活躍が期待される国内外の女性23人を選出した、「WOMEN TO WATCH IN 2016」に取り上げられる。

## 人物
日本語、英語、フランス語を話す。趣味はお菓子作りと乗馬。

## 出演

### CM
- ユニクロ UNIQLO（2016年）[8]

### 雑誌
- 婦人画報
- 25ans
- 25ans ウエディング
- L'OFFICIEL
- WWD JAPAN
- commons&sense
- GQ JAPAN
- Precious
- ELLE mariage
- ELLE girl
- GINZA
- Monocle Magazine
- THE WEDDING DRESS

### 広告
- 三越伊勢丹
- ROPE
- FLANDRE
- ポーラ化粧品「White Shot」
- Kashikey

### イベント
2015年
- ransflore-エイミの光るシルク展
- CHANEL"2015/16 Fall-Winter Ready to Wear Collection Show"ゲスト